# Belarussisch-osttimoresische Beziehungen
Die belarussisch-osttimoresischen Beziehungen beschreiben das zwischenstaatliche Verhältnis von Belarus und Osttimor (Timor-Leste).

## Übersicht
Osttimor und die Republik Belarus nahmen am 1. Oktober 2014 diplomatische Beziehungen auf. Die Außenminister José Luís Guterres und Uladsimir Makej unterzeichneten das Communiqué in der Ständigen Vertretung von Belarus bei den Vereinten Nationen.
Die beiden Staaten verfügen über keine diplomatische Vertretungen im jeweils anderen Land. Belarus verfügt zwar über eine Botschaft im indonesischen Jakarta; der Botschafter hat aber keine Zweitakkreditierung für Osttimor. Osttimor verfügt über Botschaften in Brüssel und Genf.
Für 2018 gibt das Statistische Amt Osttimors keine Handelsbeziehungen zwischen dem südostasiatischen und dem osteuropäischen Staat an.